# Православно-католический диалог

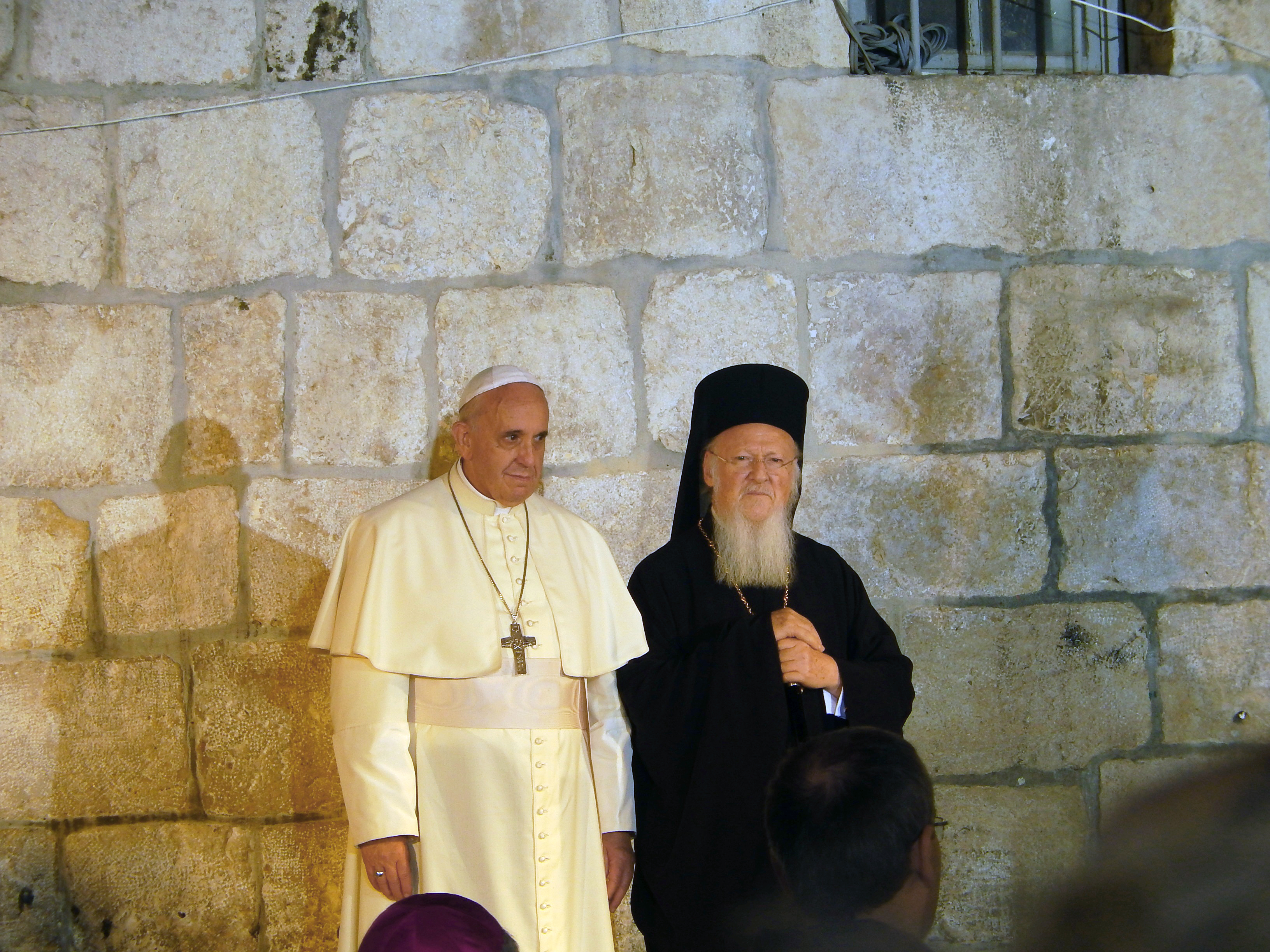
Папа Римский Франциск и Константинопольский патриарх Варфоломей I в Храме Гроба Господня, 2014 год

Православно-католический диалог — богословский диалог между Римско-католической и Православной церквами в рамках работы Смешанной богословской комиссии, который проходит с целью изучения особенностей вероучения сторон и рассматривается в качестве начала пути к единству. Решения о начале диалога были приняты в 1960-х годах, а официальный диалог стартовал в 1980 году. Экуменические инициативы Константинопольского патриарха и Второго Ватиканского собора 1960-х годов получили наименование «диалог любви», а официальные богословские дискуссии с 1980 года — «диалог истины». В ходе богословских дискуссий были разработаны документы, определяющие сходства и различия между Католической и Православной церквами. В начале 1990-х годов православно-католический диалог был осложнён событиями в Восточной Европе, что привело к сосредоточению двустороннего диалога на темах униатства и прозелитизма. В 1993 году в Баламандском институте (Ливан) стороны подписали соглашение, определяющее совместный взгляд сторон на данную проблематику. Однако как в православных, так и в католических кругах данное соглашение вызвало неоднозначную реакцию. С 2000 по 2005 год в диалоге снова наметился кризис, и работа Смешанной комиссии была фактически приостановлена. Несмотря на противодействие консервативных кругов, с 2005 года официальный православно-католический диалог был возобновлён. В 2007 году в Равенне стороны смогли подписать совместное заявление, обобщающее плоды предыдущих встреч в рамках диалога. Невзирая на всю сложность и проблематику православно-католических отношений, двусторонний богословский диалог продолжается. Существуют также многочисленные отдельные православно-католические международные комиссии и региональные организации, занимающиеся вопросами двустороннего диалога.

## Предыстория

### История православно-католических отношений

Собор Санта-Мария-дель-Фьоре, где в 1439 году была подписана Флорентийская уния

Противоречия между восточной и западной христианскими церквами, накапливавшиеся веками, привели в 1054 году к Великому расколу, закреплённому взаимными анафемами. Среди причин разделения церквей были экклезиологические, догматические и политические причины. Разрыв общения между византийской церковью и Римским престолом привёл к появлению всё большего числа различий во всех сферах церковной жизни. В XI веке Католическая церковь утвердила введение Филиокве в Символ Веры. Данная вставка касалась догмата о Троице и говорила об исхождении Святого Духа не только от Бога Отца, но «от Отца и Сына». Православные обвиняли западных христиан в нарушении 7-го правила Третьего Вселенского собора, а также не могли согласиться с католическим взглядом на роль папы Римского в Церкви. В конце XII — начале XIII века произошли исторические события, укрепившие раскол: латинская резня в Константинополе (1182 год), назначение латинских иерархов в Иерусалим, Антиохию, а после штурма крестоносцами и в Константинополь (1204 год), образование Латинской империи и изгнание православных в Никею. В середине XIII века крестоносцы осуществляли военные вторжения с целью распространения католицизма и в Русские земли, однако эти попытки закончились неудачно.
В 1274 году папа римский Григорий X созвал Второй Лионский собор с целью установления унии между восточной и западной церквами. Восточные делегаты собора признали примат римского епископа и вероучение Католической церкви. Во многом данный союз был инициирован византийским императором Михаилом VIII Палеологом, вопреки мнению Православной церкви. После смерти Михаила в 1282 году, уния была разорвана его сыном Андроником II. В середине XV века была предпринята очередная попытка добиться единства Церкви. В 1438—1445 годах в Италии проходил Ферраро-Флорентийский собор, созванный папой Евгением IV с целью объединения церквей. В его работе приняли участие религиозные (во главе с патриархом Иосифом II) и политические (во главе с императором Иоанном VIII Палеологом) лидеры Византийской империи. В ходе работы собора православные согласились со всеми пунктами католического вероучения и первенством папы римского во Вселенской церкви, и 5 июля 1439 года уния была подписана.
После провозглашения унии в Византии возникла оппозиция во главе с митрополитом Марком Эфесским, которая отвергала унию. После падения Константинополя в 1453 году и ликвидации Византийской империи, иерархи Православной церкви, при поддержке верующих и под нажимом властей Османской империи, упразднили унию с Римским престолом. Православная церковь вновь выразила несогласие с католическим богословием, подчеркнув незаконность Филиокве и неприятие догмата о чистилище, а также отвергнув папское первенство в Церкви. Константинопольский поместный собор Православной церкви в 1484 году признал неканоничность Флорентийского собора и определил его постановления недействительными.
Несмотря на упразднение Флорентийской унии, православно-католические контакты продолжились. Как правило, большинство этих контактов были проявлением католического прозелитизма по отношению к православному населению. Миссионерская деятельность Католической церкви активизировалась с 1570-х годов. Усилия, направленные на присоединение православных к Римскому престолу, сохраняя их литургические традиции, привели к появлению многочисленных Грекокатолических церквей. Наибольших успехов католическим миссионерам удалось достичь на территориях Восточной Европы: в Речи Посполитой (образование Русской униатской церкви (1596 год)), в Закарпатье (образование Русинской униатской церкви (1646 год)), в Трансильвании (образование Румынской грекокатолической церкви (1698 год)), а также в Османской империи (образование Мелькитской (1724 год) и Болгарской (1861 год) Грекокатолических церквей).
Неоднократно из-за изменения политической ситуации, под давлением властей царской России, СССР, Румынии, Чехословакии, значительная часть греко-католиков возвращалась в лоно Православной церкви (Полоцкий собор 1839 года, Львовский собор 1946 года, Алба-Юльское национальное церковное собрание 1948 года, ликвидация Словацкой грекокатолической церкви в 1950 году). Таким образом, в XX веке в Галиции сложилась ситуация навязывания населению Православия извне. Святой Престол не признавал ликвидацию униатских общин и отстаивал право Восточнокатолических церквей на существование, которое, по мнению католиков, свидетельствует о совместимости, глубоком разнообразии традиций и восстановлении модели церковного единства первого тысячелетия. По мнению многих православных исследователей, униатство «стало плодом силы и политического компромисса, а не согласия и выбора свободной воли», и на долгие годы стало главным фактором, мешающим развитию православно-католических отношений. Миссионерские успехи католиков на Ближнем Востоке привели к росту антилатинских настроений среди восточных православных. Одновременно с этим в местах компактного проживания в Средиземноморье было отмечено совместное участие католиков и православных в таинствах. В 1729 году Римская Конгрегация пропаганды веры запретила всяческое участие в католических таинствах христиан, не состоящих в общении с Римом. В ответ на это в 1755 году восточные православные Патриархи приняли решение о перекрещивании католиков, переходящих в Православную церковь. Эта практика просуществовала вплоть до конца XIX века.
Отношения Православной и Католической церквей в период Средневековья и Нового времени характеризуются экклезиологической и сотериологической убеждённостью в своей исключительности и в «еретичности» противоположной стороны. При этом на некоторых исторических этапах православно-католические отношения улучшались. В январе 1848 года папа римский Пий IX в энциклике «In Suprema Petri» выражал стремление к диалогу с Православной церковью. В мае 1848 года иерархи Александрийской, Антиохийской, Иерусалимской и Константинопольской церквей издали «Ответ восточных патриархов на послание Пия IX». В своём Послании православные иерархи отвергли предложение присоединиться к Католической церкви и обозначили ряд богословских проблем православно-католических отношений. При этом во время созыва Первого Ватиканского собора (1869—1870) обозначился кризис в отношениях между Ватиканом и восточными католиками. Святой Престол в ответ на действия униатских патриархов начал политику латинизации Восточнокатолических церквей. Понтификат Льва XIII (1878—1903) был отмечен новыми инициативами по диалогу с Востоком и урегулированием проблемы Восточнокатолических церквей. Тем не менее, инициативы Святого Престола не привели к реальному улучшению отношений с Православной церковью. В XX веке Первая мировая война, революция в России, греческая Малоазийская катастрофа, Вторая мировая война и установление коммунистических режимов в Восточной Европе привели к тяжёлым последствиям для Православных церквей. Вплоть до середины XX века поместные Православные церкви не имели возможности для полноценного богословского диалога с Римско-католической церковью. В этот период Святой Престол не предпринимал заметных экуменических попыток экспансии на Восток, хотя и не отказался от идеологии унии и создания Русского апостолата. Изменение отношения к методу диалога с Православной церковью произошло после Второго Ватиканского собора (1962—1965), который сыграл важную роль в начале официального богословского диалога с православными. Таким образом, к середине XX века православно-католические отношения нормализовались, пройдя эволюцию от прозелитизма к уважительному сотрудничеству.

### Подготовка богословского диалога

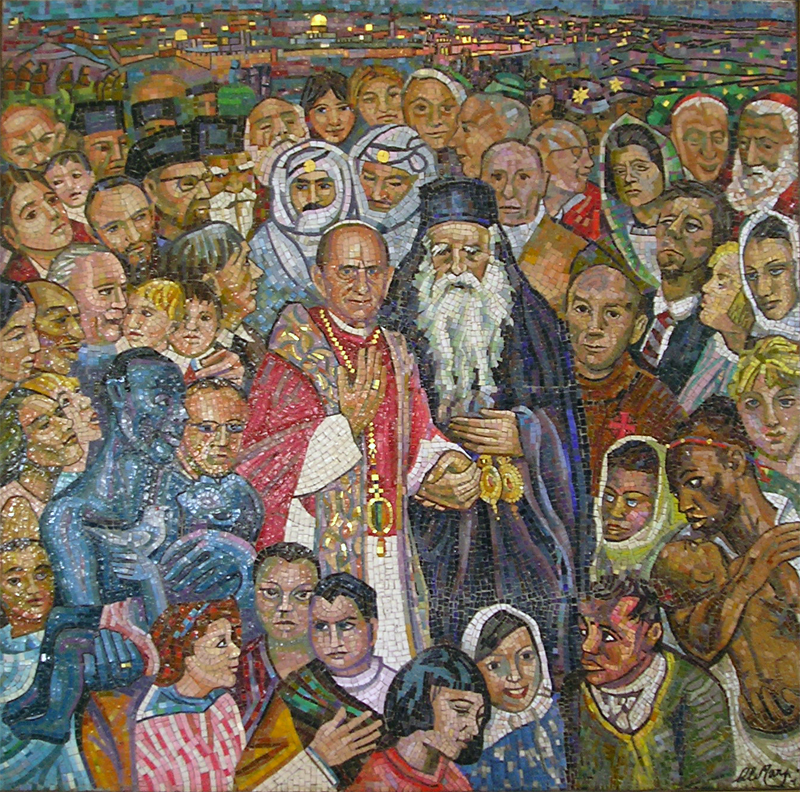
Мозаика с изображением Папы Павла VI и Патриарха Афинагора

На первом Всеправославном совещании был поднят вопрос о взаимоотношениях с Католической церковью. В 1963 году Председатель Папского совета по содействию христианскому единству кардинал Августин Беа направил предстоятелям Православных церквей приглашения прибыть на Второй Ватиканский собор в качестве наблюдателей. Данное приглашение обсуждалось на втором Всеправославном совещании на острове Родос. В ходе совещания делегаты высказались за начало богословского диалога с католиками. В ходе проведения Второго Ватиканского собора был принят декрет «Unitatis Redintegratio», посвящённый экуменической деятельности и способствовавший развитию диалога с Православием. В 1964 году состоялась встреча Константинопольского патриарха Афинагора и римского папы Павла VI. В декабре 1965 года Афинагор и Павел VI приняли совместное решение о снятии анафем 1054 года. В 1967 году они также высказались за начало богословского диалога. В 1979 году патриархом Константинопольским Димитрием и папой римским Иоанном Павлом II во время визита папы римского в Турцию было объявлено о решении создать Смешанную международную богословскую комиссию по православно-католическому диалогу с согласия всех поместных Православных церквей. В Смешанной комиссии было предусмотрено наличие двух сопредседателей — с католической и с православной стороны. Должность католического сопредседателя комиссии занимали главы Папского совета по содействию христианскому единству: кардиналы Йоханнес Виллебрандс (1979—1989), Эдвард Кассиди (1989—2001), Вальтер Каспер (2001—2010) и Курт Кох (с 2010 года). С православной стороны эту должность занимали представители Константинопольского патриархата: архиепископ Стилиан (Харкианакис) (1979—2000), митрополит Иоанн (Зизиулас) (2006—2016) и с 2016 года епископ Иов (Геча).

## Проведение официального богословского диалога

### Начало диалога (1980-е годы)
Официальный богословский диалог начался в 1980 году, заседания проходили на греческих островах Патмос и Родос. Стороны начали дискуссии с обсуждения темы «Тайна Церкви и Евхаристии в свете тайны Святой Троицы». В 1982 году в Мюнхене (ФРГ) состоялась вторая встреча Смешанной комиссии, где был принят итоговый документ по первой обсуждаемой теме. В 1984 году на Крите православные и католические богословы начали обсуждение темы «Вера, таинство и единство Церкви». Данная тема продолжала обсуждаться на заседании в Ополе (Польша) в 1985 году. Итоговые обсуждения и принятие совместного заявления на эту тему состоялись в 1986 и 1987 годах в итальянском Бари. В 1988 году в Новом Валааме (Финляндия) состоялась очередная встреча богословов Смешанной комиссии, на которой стороны начали собеседования на тему «Таинство священства в таинственной структуре Церкви, в частности важность апостольского преемства для освящения и единства народа Божия». Богословские документы, подготовленные в ходе этих заседаний, послужили теологической основой для дальнейшего обсуждения вопросов в ходе диалога. В пунктах 53 и 55 заявления, принятого на заседании в Ново-Валаамском монастыре (1988), стороны затрагивали один из главных спорных экклезиологических вопросов — первенство папы во Вселенской церкви.

### Первый кризис диалога
На рубеже 1980—1990-х годов из-за роспуска Организации стран Варшавского договора и распада Советского Союза в странах Восточной Европы активизировалась миссионерская деятельность Католической церкви. В начале 1990-х годов на Украине произошло восстановление Грекокатолической церкви, что зачастую сопровождалось насильственными действиями по возврату храмов из юрисдикции Русской православной церкви. Несмотря на миротворческие усилия Русской православной и Римско-католической церквей и принятие «Рекомендаций по нормализации отношений между православными и католиками восточного обряда в Западной Украине» на встрече в январе 1990 года в Москве, насильственные действия греко-католиков в отношении православных на Украине продолжились. 6 марта 1990 года начала свою работу Четырёхсторонняя комиссия из представителей Русской православной церкви, Украинского экзархата РПЦ, Римской курии и Украинской грекокатолической церкви для нормализации отношений между православными и греко-католиками на Западной Украине. Несмотря на проведение ряда заседаний и выработку инициатив по урегулированию межрелигиозного конфликта, практического улучшения ситуации не произошло. 13 марта 1990 года комиссия прекратила свою работу. Православная сторона обвинила в срыве работы комиссии греко-католиков, которым это позволило продолжить стремительный возврат имущества. По мнению католической стороны работа комиссии была сорвана по причине отказа РПЦ признать незаконность Львовского собора 1946 года и каноничность УГКЦ. В июне 1990 года на шестом заседании Смешанной богословской комиссии во Фрайзинге (ФРГ) стороны продолжили обсуждение экклезиологических вопросов, в том числе вопрос униатства. Русская православная церковь выразила стремление к диалогу с Римско-католической церковью по вопросу о ситуации на Западной Украине. В ходе встречи с делегацией РПЦ в Ватикане папа римский Иоанн Павел II заявил «о законности существования католических церквей восточного обряда на Украине и о том, что Рим является гарантом для последователей униатской церкви». Однако данные инициативы и усилия не смогли изменить ситуацию коренным образом. В связи с обострением религиозной ситуации на Украине Русская православная церковь выступила с инициативой прекращения официального богословского диалога с Католической церковью, которую поддержали другие поместные Православные церкви. Несмотря на ухудшение двусторонних отношений, стороны предпринимали шаги к преодолению кризиса и продолжению богословского диалога. В июне 1991 года в Аричче (Италия) стороны разработали проект документа «Униатство как метод единения в прошлом и нынешний поиск полного общения».

### Баламандское соглашение
В июне 1993 года на очередном (седьмом) заседании Смешанной богословской комиссии в Баламандском богословском институте (Ливан) стороны разработали совместный документ. Данная декларация состояла из трёх частей: введения, экклезиологической части и практических правил. Во введении, со ссылкой на ранее проведённые встречи во Фрайзинге (1990 год) и Аричче (1991 год), стороны отказываются от унии как метода поиска единства, поскольку он «противоречит общей традиции церквей». В тексте документа церкви отказывались от прозелитизма, утверждая, что «недопустимо стремление обращать людей из одной Церкви в другую ради их спасения». Важным пунктом декларации стало признание, что и Католическая церковь, и Православная церковь являются носителями спасения и их отношения базируются на термине «Церкви-сёстры». В тексте декларации была дана историческая оценка заключению униатских договоров, которые «привели к присоединению ряда общин к Римскому престолу и, как следствие, повлекли за собой разрыв общения со своими материнскими Церквами». Таким образом, в документе были сформулированы три принципа: отказ от униатства как метода достижения единства (пункт 2), признание права на существование Грекокатолических церквей (пункт 3) и неприкосновенности свободы совести людей (пункт 15).
Данный документ являлся промежуточным в работе Смешанной богословской комиссии, не подписывался представителями сторон, а в выработке декларации не принимали участие представители ряда поместных Православных церквей. Баламандская декларация вызвала неоднозначную реакцию как в Католической, так и в Православной церквах. Консервативно настроенные иерархи, богословы и миряне критиковали Баламандское заявление за излишний экуменизм, заявления «об общих таинствах» и использование термина «Церкви-сёстры». Восточнокатолические церкви раскритиковали данный документ. Грекокатолики были недовольны осуждением унии как формы церковного единства и назвали соглашение примером «антикатолического экуменизма». Православные также раскритиковали данный документ: так, например, синод Элладской православной церкви осудил Баламандское соглашение, отметив, что «Баламандский текст касательно унии — неприемлемый с православной точки зрения».

### Второй кризис диалога
В 1998 году в Арриче стороны подготовили предварительный документ для дальнейшего обсуждения на очередном заседании Смешанной богословской комиссии. Православные богословы не ставили вопрос об упразднении Восточнокатолических церквей, однако требовали, чтобы католическая сторона однозначна осудила сам принцип униатства, благодаря которому эти церкви были созданы. Работа Смешанной богословской комиссии была возобновлена заседанием в Балтиморе (США) в июле 2000 года на тему «Экклезиологические и канонические следствия униатства». В ходе дискуссий стороны высказывали различный взгляд на существование Восточнокатолических церквей. Православные участники выразили недовольство существованием униатских церквей на канонической территории Православных церквей, которое, по их мнению, нарушало фундаментальный экклезиологический принцип, согласно которому в определённом месте может быть только одна Поместная Церковь и один епископ. Католические богословы же заявляли о том, что Восточнокатолические церкви отстаивают единение с Римским епископом как необходимый экклезиологический принцип Церкви до разделения. Католическая сторона отказалась признать формулировки православных богословов относительно униатских церквей. Данное разногласие не позволило принять согласованный документ по итогам заседания и фактически послужило причиной прекращения официального богословского диалога. Комиссия сочла необходимым дальнейшее глубокое изучение богословских, пастырских, исторических и канонических вопросов, связанных с вопросом униатства.

### Возобновление диалога
В 2005 году на совещании глав Православных церквей в Стамбуле, благодаря усилиям сопредседателя Смешанной комиссии с православной стороны митрополита Иоанна (Зизиуласа), православные церкви высказались за возобновление официального богословского диалога с Католической церковью. В декабре 2005 года папа римский Бенедикт XVI обратился к членам Смешанной богословской комиссии в связи с возобновлением православно-католического диалога и выразил надежду на «движение к единству». Очередное (девятое) заседание Смешанной комиссии состоялось в сентябре 2006 года в Белграде. Стороны обсуждали тему «Экклезиологические и канонические последствия сакраментальной природы Церкви: соборность и власть в Церкви». Следующее заседание прошло в итальянской Равенне в 2007 году. По итогам этого заседания стороны приняли совместное заявление на тему «Экклезиологические и канонические последствия священной природы церкви — церковная община, соборность и власть». Данное соглашение обобщало плоды богословских консультаций в 1982, 1987 и 1988 годах. В Равеннском заявлении стороны подчеркнули общую традицию двух Церквей, касающуюся взглядов на церковное единство, а также определили три уровня церковной жизни: местный, региональный и вселенский. В то же время проблемный вопрос о роли епископа Рима как «первенствующего» среди патриархов на вселенском уровне был оставлен для дальнейших обсуждений. Равеннский документ не подписали представители РПЦ, имевшие замечания к содержанию документа, а также протестуя против приглашения Константинопольским патриархатом представителей Эстонской апостольской православной церкви на заседание. В 2009 (Пафос, Кипр) и 2010 (Вена, Австрия) годах прошли очередные заседания Смешанной богословской комиссии по теме «Роль епископа Рима в общине церкви в первое тысячелетие».

### Диалог в 2010-х годах и современное состояние
Тринадцатое заседание Смешанной богословской комиссии прошло в иорданском Аммане в 2014 году на тему «Синодальность и первенство». В ходе работы богословы комиссии приняли решение подготовить проект нового совместного заявления, который должен быть хорошо изучен и оформлен в ходе следующих заседаний комиссии. В 2016 году в итальянском Кьети прошло четырнадцатое заседание комиссии, на котором стороны приняли документ по теме «Синодальность и первенство в первом тысячелетии. На пути к общему пониманию служения единству Церкви». В 2017 году на греческом острове Лерос состоялось подготовительное совещание Смешанной богословской комиссии. В ходе заседания было принято решение о необходимости подготовки документа на тему «На пути к единству в вере: богословские и канонические вопросы». В связи с действиями Константинопольского патриархата на Украине в 2018 году, Русская православная церковь прекратила участие во всех структурах где председательствуют и сопредседательствуют представители Константинопольского патриархата, что поставило под угрозу дальнейшее проведение официального православно-католического диалога. Однако подготовительные заседания Смешанной богословской комиссии по теме «Синодальность и первенство во втором тысячелетии и сегодня» прошли в монастыре Бозе (Италия) в 2018 и в 2019 годах.
В мае 2022 года после двухлетнего перерыва, вызванного пандемией COVID-19 прошло заседание координационного комитета в Ретимноне (Крит, Греция). На заседании была завершена работа над текстом «Синодальность и первенство во втором тысячелетии и сегодня». С 1 по 7 июня 2023 года в египетской Александрии состоялось пятнадцатое заседание Смешанной богословской комиссии, на котором сторонами был принят документ «Синодальность и первенство во втором тысячелетии и сегодня».

## Двусторонние диалоги и отношения Римско-католической церкви с поместными православными церквами

### Отношения Католической и Александрийской православной церквей
Александрийская православная церковь активно участвует в экуменическом диалоге с Римско-католической церковью. В 1968 году на интронизации александрийского патриарха Николая VI делегация Римско-католической церкви передала Александрийскому патриархату частицу мощей святого Марка – основателя Александрийской церкви. В 2013 году в Риме состоялась встреча папы Франциска и александрийского патриарха Феодора II. 28 апреля 2017 года патриарх Феодор II в Каире принял участие в совместной экуменической молитве с папой Франциском, коптским патриархом Феодором II и константинопольским патриархом Варфоломеем.

### Отношения Католической и Антиохийской православной церквей
В конце XX века начались активные экуменические контакты и диалог между Антиохийской православной церковью и греко-католической Мелькитской церковью, отколовшейся от православного Антиохийского патриархата в 1724 году. В 1974 году по инициативе мелькитского архиепископа Илии (Зогби) две церкви сформировали двустороннюю богословскую комиссию для движения к евхаристическому общению. Однако гражданская война в Ливане помешала осуществлению диалога между церквами. В 1995 году Илия (Зогби) представил синоду Мелькитской грекокатолической церкви формулу на основе которой, должно было состояться единение с православными. Она заключалось в полном признании догм Православной церкви и в общении в таинствах с епископом Рима, в пределах, признанных святыми отцами Востока в течение первого тысячелетия, до разделения. Данную инициативу (получившую название «Инициатива Зогби» (или «Мелькитская инициатива»)) одобрили 24 из 26 членов Священного синода Мелькитской церкви, а позже она была представлена антиохийскому православному патриарху Игнатию IV и мелькитскому патриарху Максиму V. Развитие данной экуменической инициативы привело к началу работы двусторонней богословской комиссии (по 2 богослова от каждой стороны), которая  подготовила документ под названием «Воссоединение Антиохийского Патриархата». Работа комиссии обсуждалась на заседаниях синодов Мелькитской грекокатолической (июль 1996) и Антиохийской православной (октябрь 1999 года) церквей.
Священной синод Антиохийской православной церкви принял решение продолжить контакты с Мелькитской грекокатолической церковью и участие во всеправославно-католическом диалоге в рамках работы Смешанной международной богословской комиссии. Однако православная сторона также отметила, что интеркоммунион с Мелькитской церковью должен являться не первым, а последним шагом на пути к полному единству. Также синод отметил, что вступление в общение с Мелькитской церковью должно быть одобрено на всеправославном уровне. Комментируя в 1997 году «Мелькитскую инициативу» в письме патриарху Максиму V, префект Конгрегации доктрины веры кардинал Йозеф Ратцингер, префект Конгрегации по делам восточных церквей кардинал Акилле Сильвестрини и кардинал Эдвард Кассиди раскритиковали идею интеркоммуниона между отдельной Восточнокатолической и отдельной поместной православной церковью и отметили: «следует избегать преждевременных односторонних инициатив».

### Отношения Католической и Болгарской православной церквей

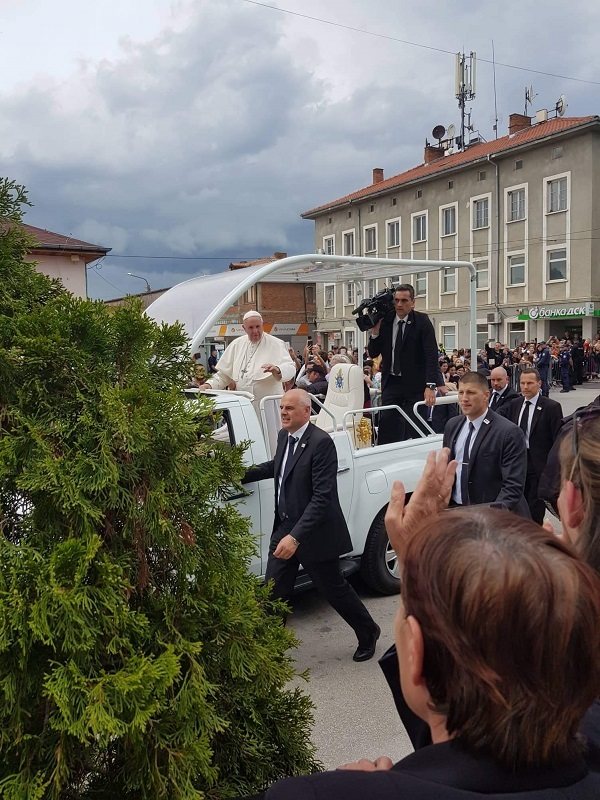
Папа Франциск во время визита в Болгарию, 2019 год

Несмотря на тот факт, что БПЦ была одной из немногих церквей, пославших наблюдателей на Второй Ватиканский собор), позиция Болгарской православной церкви по отношению к католицизму является одной из самых жёстких среди автокефальных православных церквей. В 2000 году на фоне осложнения православно-католических отношений, патриарх БПЦ Максим во время встречи с кардиналом Кассиди отказался от приглашения в Болгарию папы римского. Несмотря на визиты в Болгарию римских понтификов Иоанна Павла II (в 2002 году) и Франциска (в 2019 году) предстоятели церквей не подписывали совместных документов. В 2002 году Иоанн Павел II на встрече с болгарским патриархом Максимом и Священным синодом БПЦ привёл пример  Кирилла и Мефодия (общих для православных и католиков святых) в качестве яркого примера единства западных и восточных христиан. В то же время после визита папы в Болгарию, Католическая церковь передала Болгарской церкви часть мощей святого Дасия Доростольского и святого Георгия в 2002 и 2006 годах. Болгарская православная церковь с 2009 года официально объявила о своём неучастии в богословском диалоге с Римско-католической церковью. В 2019 году во время визита Франциска в Софию Священный синод БПЦ выступил с официальным заявлением о том, что «Болгарская церковь не будет участвовать ни в каких совместных с католической стороной службах или молитвах». Во время визита Франциск встретился со священноначалием БПЦ, выступил с речами об экуменизме, общих святых и посетил собор Александра Невского в Софии. После визита Франциска, в феврале 2020 года Римско-католическая церковь приняла решение передать Болгарской православной церкви частицы мощей святых Климента Римского и Потита, которые жили на территории современной Болгарии.

### Отношение Католической и Грузинской православной церквей

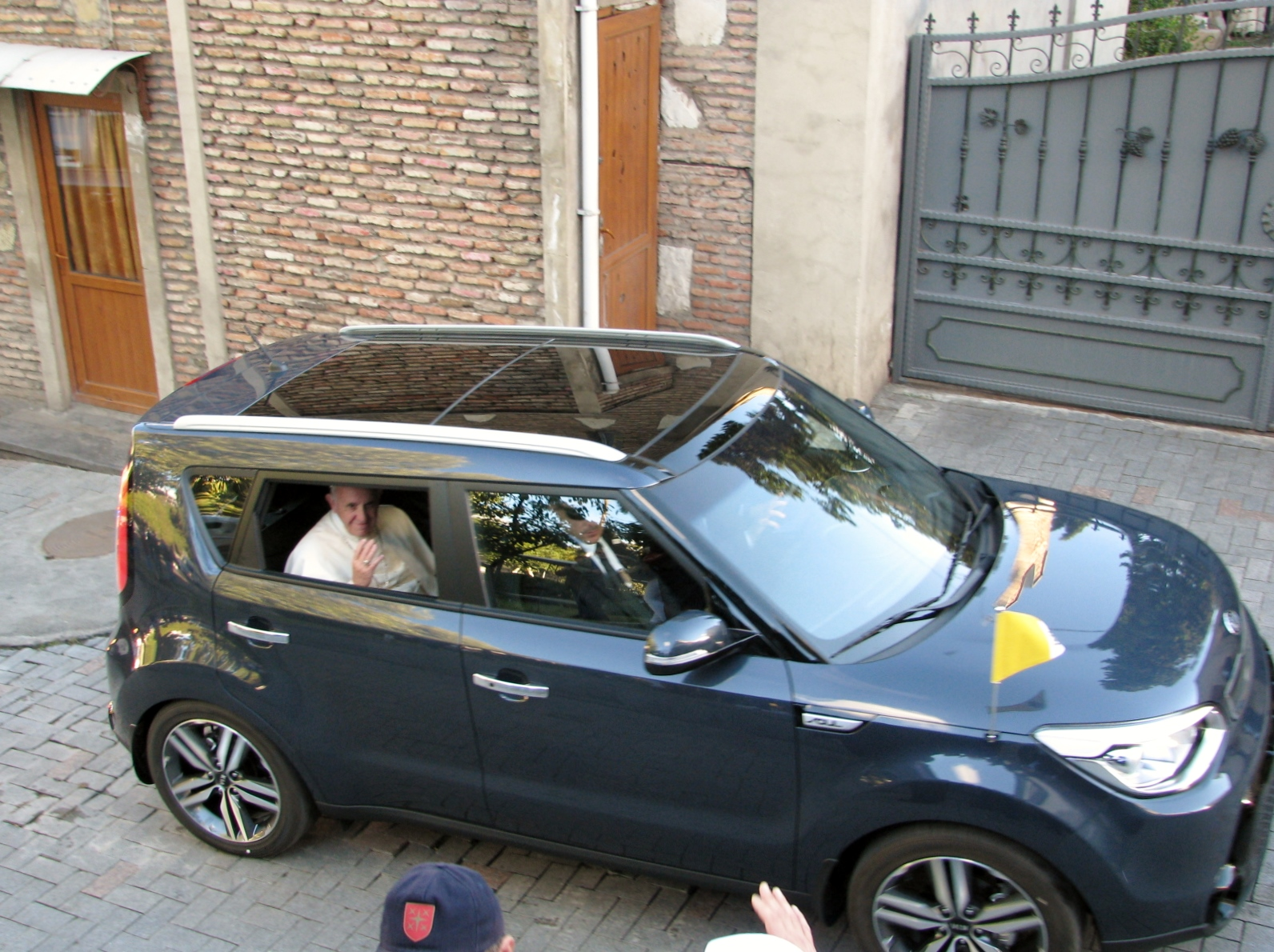
Папа римский Франциск прибывает в Патриархию, Тбилиси, 2016 год

Экуменические контакты между Католической и Грузинской православной церковью начались после визита в Рим католикоса-патриарха ГПЦ Илии II и встречи с папой Иоанном Павлом II в 1980 году. Однако консервативно настроенные верующие в Грузии были недовольны экуменическими контактами церкви. Тенденции против экуменизма были особенно сильными в монашеской среде и выражались в недопустимости участия в совместных молитвах с инославными. Внутрицерковная борьба между сторонниками и противниками экуменического диалога привела к тому, что в 1997 году Грузинская церковь вышла из Всемирного совета церквей, Конференции европейских церквей, а 8 октября 1998 года Священный синод ГПЦ назвал неприемлемым Баламандское соглашение, достигнутое в рамках всеправославно-католического диалога в 1993 году. Несмотря на антиэкуменическое движение в церковной среде, Грузинская церковь продолжила участие в богословском диалоге с Римско-католической церковью. В 1999 году Грузию посетил Иоанн Павел II, который провёл встречи с президентом Грузии Эдуардом Шеварнадзе и патриархом Илией II, который преподнёс папе икону Богородицы и совместно посетил собор Светицховели. Понтифик отслужил мессу в тбилисском Дворце спорта, а на ночлег остановился в приюте для беспризорных и лишённых опеки детей. При том, что высшие иерархи приняли участие во встрече с папой, Илия II назвал участие верующих Грузинской церкви в католическом богослужении во Дворце спорта «недопустимым шагом».
В 2016 году Грузию посетил папа Франциск, который встретился с президентом Георгием Маргвелашвили и Илией II, а также провёл публичную мессу на стадионе Михаила Месхи на которой присутствовало около 3000 человек. Грузинская церковь, следуя своей консервативной позиции, отказалась от совместных экуменических молитв с католической стороной, а высшие иерархи ГПЦ проигнорировали мессу папы на стадионе. Также незадолго до визита папы, патриарх Илия II не рекомендовал православным верующим участие в католических богослужениях. Визит папы сопровождался протестами части мирян и священнослужителей Грузинской православной церкви, которые выступали под лозунгами «Ватикан – духовный агрессор». Патриархия, комментируя протесты части верующих, выступила с заявлением осуждающим негативные публичные заявления духовных лиц Грузинской церкви в адрес папы Франциска.

### Отношение Католической и Иерусалимской православной церквей
В январе 1964 года в ходе визита в Иерусалим папа римский Павел VI встретился с иерусалимским патриархом Венедиктом. Развитие отношений с католиками после Второго Ватиканского собора привело к возрастанию влияния Римско-католической церкви среди арабcкой паствы Иерусалимской церкви. В конце 1964 года патриарх Венедикт обвинил Католическую церковь в прозелитизме и в «измене евангельской проповеди». С целью улучшения отношений в 1965 году Католическая церковь передала в Иерусалим мощи Саввы Освященного. В 1969 году Венедикт в своём послании запретил членам церкви участие в богослужениях и таинствах инославных церквей. Представители Иерусалимской православной церкви настороженно относились к экуменическим инициативам второй половины XX века.  С 1989 по 2006 годы представители ИПЦ не участвовали в работе Смешанной богословской комиссии по диалогу с Римско-католической церковью. В 1992 году патриарх Диодор выступил против продолжения богословских диалогов с представителями инославия, в частности с  католиками. После избрания в 2005 году на пост иерусалимского патриарха Феофила III, представители ИПЦ вновь продолжили участие в диалоге с католиками в рамках работы Смешанной богословской комиссии. Во время визита папы Бенедикта XVI в Святую землю патриарх Феофил III на встрече с понтификом выступил с речью в которой призвал «развивать динамичный диалог между Православной и Католической церквами».

### Отношение Католической и Кипрской православной церквей
Двусторонние отношения между Римско-католической и православной церковью Кипра стали активно развиваться с восшествием на пост архиепископа Кипра Хризостома II в 2006 году. В 2007 году Хризостом II посетил Рим и подписал совместную декларацию с Бенедиктом XVI. В 2009 году Хризостом II публично осудил группу монахов, выступавшую против проведения одиннадцатого заседания Смешанной богословской комиссии в кипрском Пафосе. Хризостом II направил официальное приглашение папе и в 2010 году Бенедикт XVI прибыл на Кипр, что вызвало протесты части консервативно настроенных верующих.

### Отношения Католической и Константинопольской православной церквей

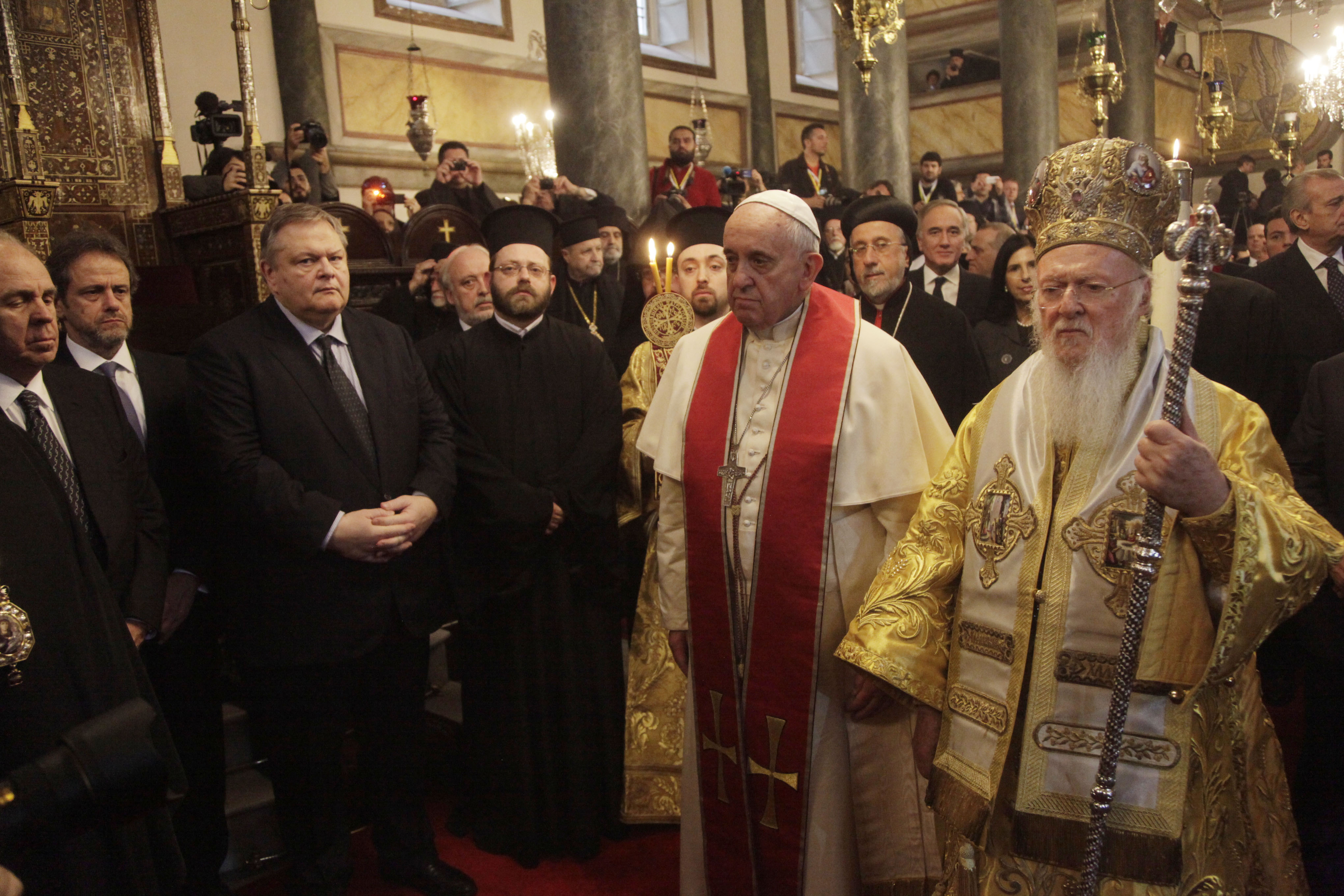
Папа Франциск и Константинопольский патриарх Варфоломей I, 2014 год

Активная экуменическая позиция патриарха Константинопольской церкви Афинагора (1949—1972) способствовала началу всеправославно-католического диалога. Идея Афинагора «единства христиан без унификации Церквей» стала основой двусторонних отношений Константинопольской церкви с Ватиканом. Несмотря на противодействие некоторых иерархов КПЦ, представители Константинопольского патриархата присутствовали на 3-й и 4-й сессиях Второго Ватиканского собора в качестве наблюдателей. Патриарх Афинагор имел встречу с папой римским Павлом VI в 1964 году в Иерусалиме, подписал декларацию, отменяющую взаимные анафемы 1054 года в декабре 1965 года, встречался с папой в июле 1967 года в Стамбуле и в октябре 1967 года в Риме. На встрече 1967 года в Стамбуле Афинагор заявил о том, что единство церкви должно базироваться на согласии в фундаментальных догматах веры при сохранении разнообразия и свободы богословской мысли. На встрече в Риме патриарх и папа подписали вторую совместную декларацию. Преемник Афинагора патриарх Димитрий I встречался с папой римским Иоанном Павлом II в 1979 и 1987 годах. На встрече в 1987 году в знак единства в основах веры папа и патриарх прочли Символ веры на греческом языке без Филиокве. С этого времени Константинопольский патриархат и Католическая церковь установили традицию посещения Рима и Стамбула делегациями обеих церквей в дни памяти апостолов Петра и Павла (29 июня и 30 ноября). Варфоломей I, ставший Вселенским патриархом в 1991 году продолжил развитие отношений с Римско-католической церковью.
В июле 1995 года Варфоломей посетил Рим, подписал совместную декларацию с Иоанном Павлом II  о перспективах двустороннего диалога между Ватиканом и Константинопольской православной церковью. В 1990-х и начале 2000-х годов несмотря на православно-католическое противостояние в Югославии, Румынии и Украине и приостановку официального всеправославно-католического богословского диалога, Константинопольскому патриархату удалось продолжить развитие отношений с Римско-католической церковью. В январе 2002 года Варфоломей принял участие в католическом «Дне молитвы о мире во всём мире» в Ассизи, а в июне 2002 года подписал совместную декларацию с папой по вопросам защиты окружающей среды. В 2004 году Варфоломей и Иоанн Павел II подписали очередную совместную декларацию о глобальных вызовах современности и проблемах общей работы по «новой евангелизации» Европы. В ноябре 2004 года Иоанн Павел II в соборе Святого Петра передал Варфоломею мощи святителей Григория Богослова и Иоанна Златоуста, доставленные позднее в Стамбул. В 2006 году вновь избранный папа Бенедикт XVI посетил резиденцию Константинопольского патриарха Фанар и подписал совместную декларацию с Варфоломеем, а Варфоломей посещал Ассизи в 2011 году где участвовал в «Дне молитвы о мире во всём мире», в 2012 году — Рим, где выступил на 50-й годовщине Второго Ватиканского собора, а в 2013 году впервые в истории присутствовал на церемонии восшествия на престол нового римского понтифика — Франциска. После избрания папой римским Франциска, развитие отношений между Католической и Константинопольской православной церквами продолжились. В 2014 году предстоятели встретились в Иерусалиме (май) и Стамбуле (ноябрь) и подписали две совместных декларации, в 2016 году иерархи совместно с предстоятелем Элладской церкви Иеронимом II подписали третье совместное заявление. Константинопольская православная церковь и Римско-католическая церковь стали инициаторами проведения с 2008 года регулярных православно-католических форумов по самым разным темам: отношения церкви и государства, экономические и экологические проблемы, религиозное и культурное многообразие.

### Отношения Католической и Румынской православной церквей

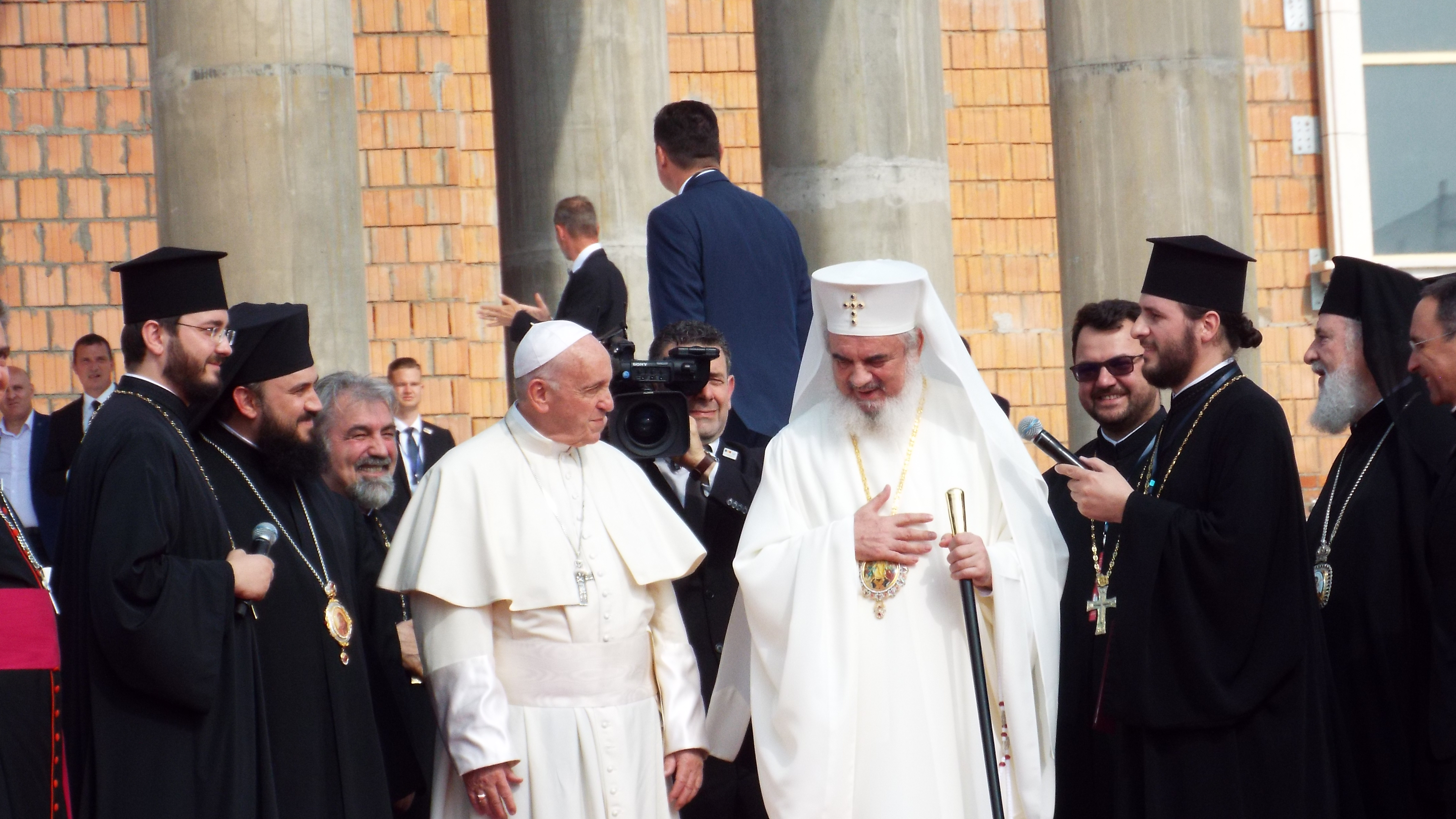
Папа Франциск и румынский патриарх Даниил в 2019 году

Румынская православная церковь после получения официального приглашения отказалась посылать наблюдателей на Второй Ватиканский собор. Первые взаимные визиты делегаций в Румынию и Ватикан произошли в 1971 и 1972 годах. В мероприятиях по случаю празднования 90-летия автокефалии Румынской православной церкви в 1975 году приняла участие делегация Римско-католической церкви во главе с кардиналом Йоханнесом Виллебрандсом. В 1977 году Виллебрандс снова посетил Румынию, где участвовал в интронизации нового румынского патриарха Иустина. С 1980 года представители Румынской церкви участвовали в официальном всеправославно-католическом диалоге. В январе 1987 года новый патриарх Румынской церкви Феоктист посетил Ватикан. В начале 1990-х годов отношения между Католической и Румынской православной церквами столкнулись с трудностями, в том числе и из-за легализации Румынской грекокатолической церкви. Имущественные споры между православными и греко-католиками привели к созданию в 1997 году совместной комиссии между Румынской православной церковью и румынскими греко-католиками.
В Румынии диалог между православной и грекокатолической церквами столкнулся со многими трудностями, однако отношения между сторонами стали постепенно улучшаться. Важным событием для примирения стало присутствие патриарха Феоктиста на похоронах грекокатолического митрополита Александру Тодя. В мае 1999 года состоялся визит папы римского Иоанна Павла II в Румынию, который способствовал развитию сотрудничества между Католической и Румынской православной церквами. В ходе визита папа встретился и подписал совместную декларацию с патриархом Феоктистом (в которой стороны призвали урегулировать конфликт НАТО и Югославии мирным путём) и заявил: «Румыния — это дом, где Восток и Запад встречаются в естественном диалоге». В 2002 году Феоктист посетил Ватикан, где подписал совместную декларацию с Иоанном Павлом II. В 2019 году папа римский Франциск посетил Румынию, встретился с патриархом Румынским Даниилом и призвал православное и католическое население Румынии к единству.

### Отношения Католической и Русской православной церквей

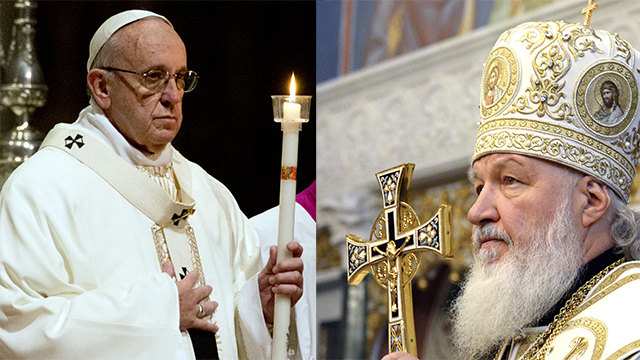
Папа римский Франциск и патриарх Московский Кирилл впервые в истории церквей встретились в 2016 году

После проведения Второго Ватиканского собора (на котором присутствовали наблюдатели от РПЦ) по инициативе католического кардинала Йоханнеса Виллебрандса и митрополита Ленинградского и Новгородского РПЦ Никодима (Ротова) был начат двусторонний богословский диалог между Римско-католической и Русской православной церквами. В 1967 году в Ленинградской духовной академии прошли первые богословские собеседования на тему социальной доктрины Католической церкви. Встречи богословов обеих церквей стали регулярными и прошли в 1970 году в Бари (Италия), в 1973 году Загорске (СССР), в 1975 году в Тренто (Италия), в 1980 году в Одессе (СССР) и в 1987 году в Венеции (Италия). На этих встречах стороны обсуждали вопросы экклезиологии и достигли общего мнения по целому ряду тем: кафоличность церкви, апостольское преемство и место церкви и отдельного христианина в современном мире. По мнению патриарха Московского и всея Руси Пимена эти собеседования способствовали началу всеправославно-католического диалога в 1980 году. Таким образом, со второй половины 1960-х годов отношения между Католической и Русской православной церквами стали стремительно развиваться. Взаимное сближение привело к кому, что Священный синод РПЦ в 1967 году принял решение о признании смешанных православно-католических браков, а в 1969 году разрешил преподавание таинств католикам и старообрядцам в случае необходимости, а в 1977 году делегация РПЦ посетила Ватикан.
В начале 1990-х отношения Русской православной и Католической церквей были осложнены обострением религиозной ситуации на Западной Украине в связи с легализацией церковных структур греко-католиков. С октября 1989 года по январь 1990 года во Львовской, Ивано-Франковской и Тернопольской областях были зафиксированы 32 случая насильственного захвата храмов, а также угроз в адрес православных священнослужителей. В связи с обострением религиозной ситуации на Украине Русская православная церковь предложила прекратить официальный богословский диалог с Католической церковью, которую поддержали другие Поместные православные церкви. 16 января 1990 года на встрече представителей Русской православной церкви и Римско-католической церкви в Даниловом монастыре в Москве было принято решение о создании четырёхсторонней комиссии с целью урегулирования ситуации. 7 марта 1990 года комиссия приняла «Сообщение Четырёхсторонней комиссии по урегулированию отношений между православными и католиками восточного обряда на Западной Украине», который не был подписан представителями Украинской грекокатолической церкви. Отказ от подписания представители УГКЦ объяснили недовольством уничижительными формулировками документа в адрес греко-католиков, а также неясностью по вопросу церковного имущества. После этого деятельность комиссии была прекращена. Контакты между церквами продолжились встречами в 1992 и 1994 годах в Женеве на которых стороны заявили о приверженности мирному урегулированию спорных вопросов и призвали светские власти Украины отказаться от вмешательства во внутрицерковные проблемы. Встречи между делегациями Русской церкви (возглавлял митрополит Кирилл (Гундяев)) и делегациями Римско-католической церкви (возглавлял кардинал Эдуард Кассиди), посвящённые темам униатства и католического прозелитизма на территории СНГ прошли в Москве (1995, 1998, 1999), Риме (1996), Бари (1997). В 1997 году была запланирована встреча патриарха Московского и папы римского в Граце (Австрия), которая не состоялась.
После визита папы Иоанна Павла II на Украину (2001 год) без официального приглашения Украинской православной церкви и создания католических епархий на территории России (2002 год), напряжённость в отношениях между церквами сохранялась. В 2003 году на встрече делегаций двух церквей в Женеве католическая сторона подняла вопрос о создании патриархата для греко-католиков на территории Украины. В 2004 году было принято решение о создании Совместной рабочей группы по проблемным вопросам между Католической церковью и РПЦ, в которую вошли представители Московского патриархата, Папского совета по содействию христианскому единству и католических структур в России. Данная комиссия занималась рассмотрением наиболее острых проблем двусторонних отношений. В 2004 году в рамках проведения дружественных жестов, с целью возобновления всеправославно-католического диалога, Католическая церковь передала РПЦ «ватиканскую» икону Казанской Божьей матери. В 2015 году было принято решение о создании совместной Рабочей группы по культурному сотрудничеству. В 2016 году в Гаване (Куба) состоялась встреча патриарха Московского и всея Руси Кирилла и папы римского Франциска, по итогам которой иерархи подписали совместную декларацию. Данная встреча вызвала неоднозначную реакцию, однако способствовала развитию отношений между Русской православной и Римско-католической церквами. В тексте данной декларации исследователи отмечают, как традиционные для классического экуменизма, вопросы объединения (пункты 8—23, 28), так и вопросы сотрудничества в различных не богословских сферах.

### Отношения Католической и Сербской православной церквей

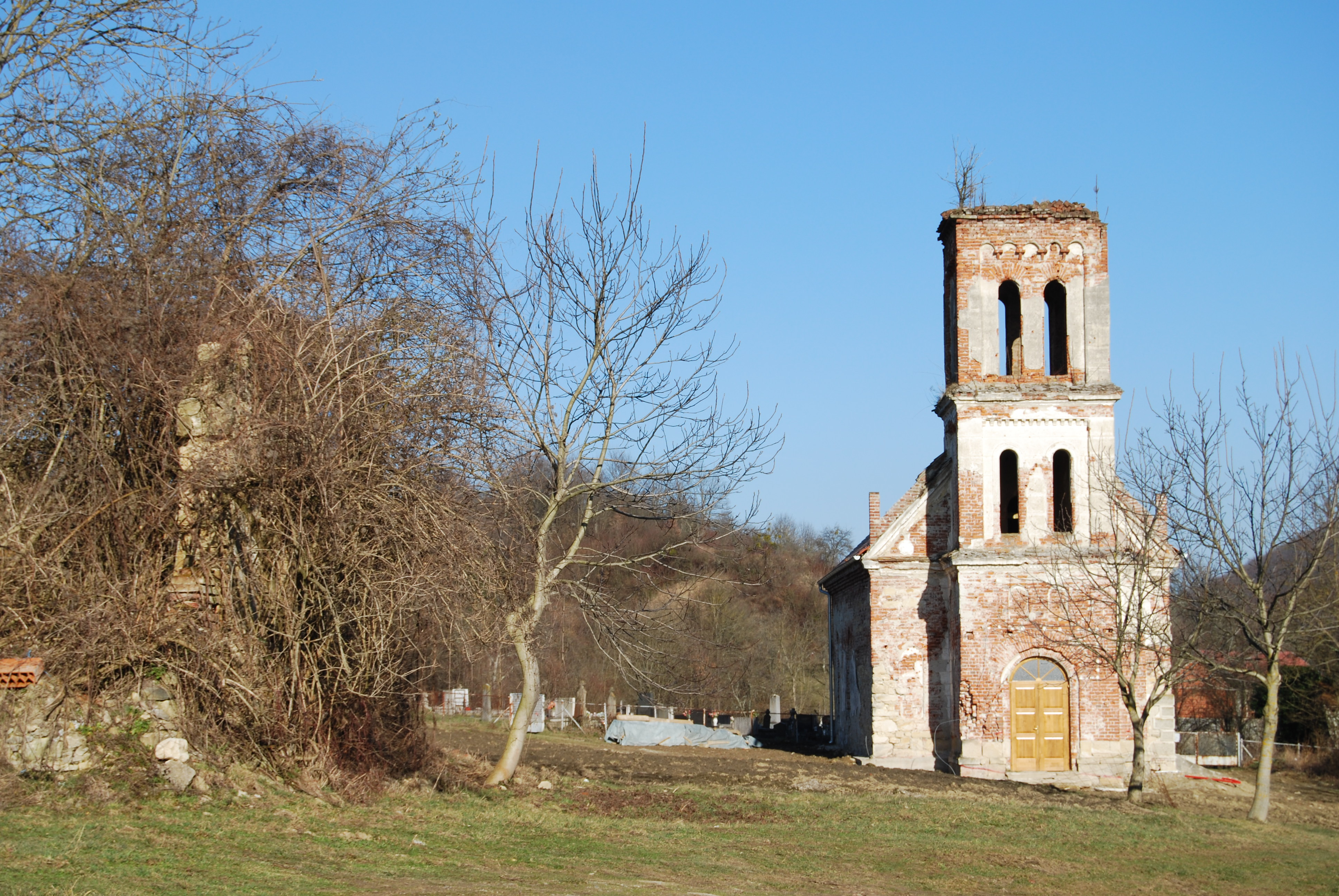
Разрушенная в 1942 году православная церковь в деревне Кусонье, Хорватия. В XX веке представители Сербской православной церкви столкнулись с дискриминацией, давлением и угрозами в ходе Второй мировой и Югославской войн, что значительно осложнило диалог с Католической церковью

Наиболее тяжёлым периодом во взаимоотношениях между Католической и Сербской православной церквами была Вторая мировая война, во время которой некоторые католические иерархи сотрудничали с режимом усташей в Независимом государстве Хорватия, проводившем преследования сербского населения. Отношения между церквами стали налаживаться во время Второго Ватиканского собора. В период с 1963 по 1969 годы кардинал Йоханнес Виллебрандс пять раз посетил Белград и имел встречи с иерархами Сербской православной церкви. В 1985 году патриарх Герман встретился с Государственным секретарём Ватикана Агостино Казароли. На этой встрече было принято решение о начале регионального православно-католического богословского диалога в Югославии в рамках Совместной комиссии по диалогу между синодом СПЦ и конференцией католических епископов Югославии.
В начале 1990-х годов на фоне начала гражданской войны в Югославии, православно-католические отношения в стране обострились. На заседании Архиерейского синода СПЦ в ноябре 1991 года было принято решение о приостановке диалога с Католической церковью. Причинами данного решения были названы прозелитические действия униатов в православной среде, позиция папы Иоанна Павла II в отношении православных церквей, а также заявления католического архиепископа Загреба кардинала Франьо Кухарича о причинах начавшейся войны в Хорватии. Тем не менее, в период патриарха СПЦ Павла (1990–2010) несмотря на общественно-политический кризис и войну в бывшей Югославии, Православная и Католическая церкви неоднократно выступали с многочисленными мирными инициативами. Так, например, в мае и августе 1991 года состоялись две встречи между патриархом Павлом и кардиналом Франьо Кухаричем на территории Хорватии, а 10 октября 1991 года папа Иоанн Павел II направил послание патриарху Павлу в котором отметил мирные инициативы патриарха и архиепископа Кухарича. В конце сентября 1992 году при посредничестве Конференции европейских церквей в Боссэ (близ Женевы) прошла третья встреча патриарха Павла и кардинала Кухарича, на которой стороны вновь призвали к остановке войны. Также, несмотря на противодействие некоторых епископов и мирян СПЦ в апреле 1993 года два иерарха Сербской церкви митрополит Черногорский и Приморский Амфилохий (Радович) и епископ Бачский Ириней (Булович) встретились с папой Иоанном Павлом II и договорились о ряде вопросов по налаживанию двустороннего сотрудничества. В 1994 году патриарх Павел и католические архиепископы Загреба и Сараево Кухарич и Пулич подписали Сараевскую декларацию с призывом к воюющим сторонам немедленно прекратить боевые действия. После окончания войны началось налаживание православно-католических отношений.
С 1998 по 2000 год в Боснии и Герцеговине проходили регулярные встречи православных и католических епископов, также состоялся визит патриарха Павла в Загреб в 1999 году. В 1998 году также возобновились регулярные встречи совместной комиссии синода СПЦ и католических епископов, которые обсуждали вопросы смешанных браков и возвращения беженцев. Важный вклад в православно-католический диалог внесло сотрудничество богословских факультетов университетов Любляны, Загреба и Белграда. Одной из главных проблем в двусторонних отношениях Католической и Сербской православной церквей являются контакты католической стороны с представителями непризнанной Македонской православной церкви. Отношения между церквами поддерживаются на приходском, академическом уровне и в рамках богословского диалога Смешанной богословской комиссии, но продолжают испытывать трудности из-за различного взгляда на прошлое.

### Отношения Католической и Элладской православной церквей
На фоне осложнения православно-католических отношений в начале 1990-х годов Элладская церковь заняла активную позицию. В феврале 1992 года Священный синод Элладской православной церкви обвинил католиков в использовании Восточнокатолических церквей для экспансии в православных странах, а также призвал греческое правительство разорвать дипломатические отношения с Ватиканом. В 2001 году папа Иоанн Павел II посетил Грецию. Представители общественности, иерархов, монахов и верующих Элладской православной церкви выразили протест и призвали греческое правительство отменить визит понтифика. В ходе визита предстоятель Элладской церкви Христодул отметил, что протесты части православной паствы является проверкой «очищения исторической памяти», к которой призывал папа. Иоанн Павел II попросил прощения у греческого народа за действия крестоносцев и признал «груз противоречий прошлого и настоящего», который необходимо преодолеть. По итогам визита, иерархи подписали совместную декларацию, в которой предстоятели церквей осудили «любое применение насилия, прозелитизма и фанатизма во имя религии», а также выразили беспокойство в связи с вызовами современности: социальной несправедливостью, войнами, терроризмом и насилием в мире. В 2006 году Христодул подписал вторую совместную декларацию с папой Бенедиктом XVI. В 2016 году папа Франциск посетил Грецию. В апреле 2016 года предстоятель Элладской церкви Иероним II в лагере для беженцев на Лесбосе, совместно с константинопольским патриархом Варфоломеем и папой римским Франциском, подписал очередное совместное православно-католическое заявление.

### Православно-католический диалог в США

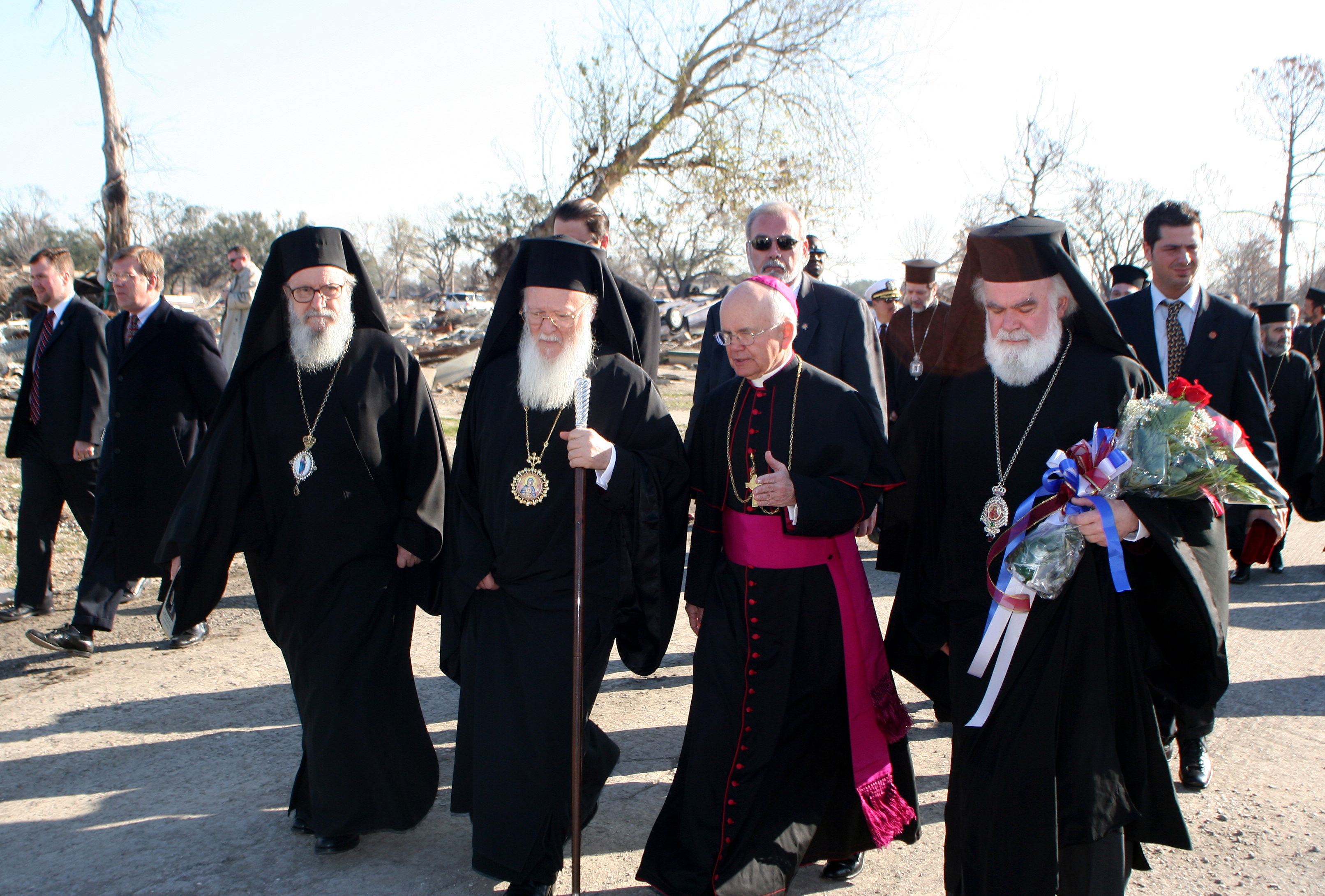
Патриарх Варфоломей и католический архиепископ Нового Орлеана Альфред Хьюз осматривают последствия урагана «Катрина», США, 2006 год

Православно-католический диалог в США в рамках Североамериканской православно-католической богословской консультации начался в 1965 году. В работе консультации с католической стороны участвуют представители Конференции католических епископов США, а с православной стороны представители Постоянной конференции канонических православных епископов Америки. В состав конференции православных епископов, принявших участие в диалоге с православной стороны делегировали представителей константинопольские Албанская православная епархия в Америке, Американская архиепископия, Украинская православная церковь в США, Американская карпаторосская православная епархия, Антиохийская православная архиепископия Северной Америки, Болгарская православная епархия в США, Канаде и Австралии, Северо-Американская епархия Грузинской церкви, Православная церковь в Америке, румынская Митрополия двух Америк, Сербская Православная церковь в Северной и Южной Америке. Консультация провела значительное число заседаний и обсудила широкий спектр вопросов: от биоэтики до экклезиологических проблем. Наиболее значимыми с богословской точки зрения стали совместные заявления 1999 года (о таинствах) и 2003 года (о проблеме Филиокве). Помимо общих заявлений на различные богословские темы, консультация прокомментировала совместные заявления Смешанной богословской комиссии (Мюнхен (1982), Бари (1987), Новый Валаам (1988), Баламанд (1993) и Равенна (2007)). Заседания консультации проводятся два раза в год. Также православно-католический диалог в США ведётся и в рамках Объединённого комитета православных и католических епископов. Заседания комитета проходят ежегодно. Работа комитета началась в 1981 году и включает в себя, преимущественно, вопросы пастырского характера.

## Последствия

### Анализ богословских аспектов диалога

#### Характеристика богословских дискуссий
Основными богословскими различиями между православными и католиками, обсуждавшимися на Флорентийском соборе, были: отношение к пониманию первенства папы, Филиокве, использование квасного и пресного хлеба в евхаристии и католическое учение о чистилище. По большому счёту, долгое время примат папы и Филиокве были главными догматическими различиями между Католической и Православной церквами. В 1854 году буллой «Ineffabilis Deus» Пия IX был провозглашён догмат о непорочном зачатии Девы Марии, а Первый Ватиканский собор (1869—1870 годы) к традиционному учению о первенстве папы прибавил и догмат о вероучительной непогрешимости Римского понтифика. В начале официального богословского диалога было решено начать обсуждение с вопросов, в которых у сторон гораздо больше общего, чем различных спорных моментов. В частности, Католическая церковь признавала апостольское преемство в Православной церкви, а также положительно оценивала иконопочитание, почитание Богородицы, святых, отношение к таинству евхаристии, литургические и монашеские традиции православных. Основной целью комиссии было стремление установить, существуют ли основания для полного восстановления евхаристического общения.
С первых заседаний собеседования были сосредоточены преимущественно на экклезиологических аспектах. На первом этапе диалога (первые четыре заседания) Смешанная комиссия смогла выпустить совместные документы, свидетельствующие о глубокой степени общего понимания вопросов веры, таинств и Церкви: «Тайна Церкви и Евхаристии в свете тайны Святой Троицы» (Мюнхен, 1982), «Вера, причастие и единство» (Бари, 1987), «Таинство священства в таинственной структуре Церкви, в частности важность апостольского преемства для освящения и единства народа Божия» (Ново-Валаамский монастырь, 1988). Стороны пришли к согласию, что существует лишь одна Церковь, а разногласия в богословских формулировках могут быть обусловлены историческими обстоятельствами. Исследователи отмечали огромную роль Мюнхенского документа 1982 года для дальнейшего развития диалога, поскольку впервые за долгое время католические и православные богословы издали совместный документ, который выражал «их общую веру». Как отмечали исследователи, в текстах совместных заявлений стороны старались не использовать термины, характерные только для одной конфессии, а также стремились избегать «спорных формулировок». Один из наиболее острых богословских вопросов в истории православно-католических отношений — Филиокве, в ходе диалога утратил остроту и не имел такого значения как вопрос признания вселенской власти папы римского. В тексте Мюнхенского документа стороны со ссылкой на Новый Завет (Ин. 15:26) признали, что Святой Дух происходит от Отца, как от единственного источника в Троице. Помимо этого в 1995 году в разъяснении «Les traditions grecque et latine concernant la procession du Saint-Esprit» Папского совета по содействию христианскому единству было признано законным изъятие Филиокве из литургической традиции не только Восточнокатолических церквей, но и в латинском обряде. В 2000 году в декларации «Dominus Iesus» Конгрегации доктрины веры Символ веры был опубликован без Филиокве, также данный отказ неоднократно демонстрировался Иоанном Павлом II на богослужениях. Также стороны заявили об общем понимании священства и апостольского преемства. Из недостатков текстов совместных заявлений исследователи отмечали: их сложный для восприятия язык, редкое использование цитат из Священного Писания и повышенное внимание к евхаристии по сравнению с другими таинствами при обсуждении сакраментологических вопросов.
Сакраментологические темы рассматривались с 1984 по 1987 годы и свелись к обсуждению таинств. По данному вопросу стороны согласились, что «вера живёт, передаётся и исповедуется» в таинствах, а для участия в совместных таинствах необходима общая вера, различия в отправлении таинств обусловлены традициями, а центральное место среди таинств занимает евхаристия. В ходе данных обсуждений стороны продемонстрировали общее понимание реального присутствия тела Христова в хлебе и вине евхаристии. С 1990 по 2000 годы по инициативе православной стороны темой работы Смешанной комиссии стала проблема униатства, обсуждения которой составили вторую фазу диалога. Обсуждение темы унии на восьмом заседании в США (2000 год), завершившееся фактически безрезультатно, привело к кризису диалога и приостановке работы Смешанной комиссии. После кризиса диалога и его возобновления в 2006 году стороны начали обсуждение проблем экклезиологии и роли Римского епископа в Церкви. Дискуссии по данной теме приобрели противоречивый характер, что вылилось в достаточно долгое обсуждение. В конце 2010-х годов данная проблема оставалась основной темой работы Смешанной богословской комиссии.

#### Проблемные вопросы православно-католического диалога
Среди главных аспектов, которые обсуждались в ходе официального православно-католического диалога, особое место занял вопрос отношения сторон к первенству Римского епископа во Вселенской церкви. По мнению сопредседателя Смешанной богословской комиссии с православной стороны архиепископа Австралийского Константинопольского патриархата Стилиана (Харкианакиса), а также председателя Папского Совета по содействию христианскому единству кардинала Вальтера Каспера, тема непогрешимости и первенства папы римского стала главной проблемой диалога. Католицизм заявляет о полной и непосредственной юрисдикционной власти Римского епископа управлять и руководить всей Церковью. Католические богословы видят правомерность примата «преемника Петра» на основании евангельского текста о словах Иисуса Христа к апостолу Петру (Мф. 16:18, 19). Римская церковь с ранних времён начинает ассоциироваться с апостолом Петром (с III века) и развивать учение о его особом статусе среди апостолов, а следовательно и о особом статусе Римского епископа. Второй Ватиканский собор, развивая католическое богословие, подтвердил утверждение о Божественном праве на первенство и на особый вероучительный авторитет папы. При этом в 1995 году в энциклике «Ut Unum Sint» Иоанн Павел II призвал христианские конфессии к богословскому обсуждению темы первенства Римского понтифика. В частности, католики признали, что «форма, которую ныне принимает первенство в Католической церкви, неприемлема для всех других церквей». Эта инициатива папы была воспринята положительно, особенно среди протестантов, поскольку свидетельствовала о том что Святой Престол был готов к гибкости в данном вопросе. Тем не менее официальные лица Католической церкви продолжали отстаивать традиционное католическое понимание данного вопроса в духе Первого Ватиканского собора. В 2001 году Папский совет по содействию христианскому единству издал документ «Служение Петра», в котором заявлялось: «Католическая церковь считает первенство Рима установленным Божественным правом и в силу этого относящимся к основополагающей и непреложной структуре Церкви». Православная сторона не приемлет претензии папского Престола на абсолютную власть и понимает первенство исключительно, как primus inter pares — «первый среди равных». В евангельском тексте (Ин. 21:17), на который ссылаются католические богословы для оправдания особого статуса апостола Петра, православные видят восстановление Петра в апостольстве, от которого он отпал после своего трёхкратного отречения, а никак не дарование ему особой власти. Кроме православно-католического спора по данной теме, в ходе диалога обозначилось противоречие позиций Константинопольского патриархата и РПЦ по вопросу учения о первенстве.
Вторым проблемным вопросом в рамках богословской дискуссии стало униатство. Католическая сторона называла главными причинами униатства религиозные факторы, православные же выделяли политические факторы, как основу успеха унии. Сопредседатель богословской комиссии с католической стороны кардинал Эдвард Кассиди назвал униатство «ядром» православно-католического диалога. Разногласия сторон по вопросу отношения к унии стали причиной ослабления интенсивности диалога с 1990 года по 2000 год. Как показывает опыт проведённых собеседований, этот вопрос требует дальнейшего изучения и обсуждения богословов двух Церквей. Основой для дальнейших путей поиска консенсуса по этому вопросу может служить заявление шестого заседания Смешанной комиссии во Фрайзинге (1990), в котором стороны согласились, что «уния как метод там, где она применялась, не служила целям сближения Церквей. Напротив, она вызвала новые разделения. Создавшееся, таким образом, положение явилось поводом для столкновений и несчастий, которые запечатлелись в исторической памяти обеих Церквей. Кроме того, и экклезиологические мотивы побуждают искать иных путей». Несмотря на соглашения во Фрайзинге и Баламанде относительно унии, папы Иоанн Павел II и Бенедикт XVI неоднократно высказывались в поддержку унии, как средства церковного единства. Проблемным вопросом является и различие позиций автокефальных поместных Православных церквей по многим вопросам диалога. В Римско-католической церкви широко применяется практика «толкования» принятых в рамках диалога документов, с помощью папских энциклик, указов и позиции официальных органов Католической церкви. Примером этого стала ситуация, когда в 2000 году члены Конгрегации доктрины веры Католической церкви кардинал Йозеф Ратцингер и архиепископ Тарчизио Бертоне создали документ, который разъяснял термин «Церкви-сёстры». В данном разъяснении священнослужители отметили: «Применение такого выражения по отношению к Католической церкви и Православной церкви в целом (или к одной, отдельно взятой поместной Православной церкви) ставит под сомнение существование Единой Святой Кафолической и Апостольской Церкви, утверждённое в Символе веры». Также, в одном из интервью Ратцингер заявил, что «Католическая церковь — мать других христианских церквей и не может рассматриваться как „сестра“. Выражение „Церкви-сёстры“ неприменимо к взаимоотношениям между католиками, православными и протестантами», добавив, что он выступает против «примитивного экуменизма». В 2008 году, комментируя подписание Равеннского документа, секретарь Конгрегации доктрины веры Анджело Амато заявил о том, что язык текста, принятого в Равенне, «ближе православной, нежели католической церковной традиции».

### Оценки диалога
Православно-католический диалог получил различные оценки в богословских и церковных кругах. Наибольшую поддержку диалогу оказывали Святой Престол и Константинопольский патриархат. Экуменическое движение в целом приветствует проведение данного диалога, однако констатирует большое число серьёзных богословских препятствий для реального сближения Католической и Православной церквей. Диалог рассматривался как «разговор двух союзников», защищающих традиционные христианские ценности в современном мире. Тем не менее иерархи, богословы и миряне обеих участвующих в диалоге церквей, на разных этапах выражали недовольство уступками противоположной стороне и самим фактом проведения диалога. Несмотря на тесные контакты между иерархами и богословами Церквей, основная часть верующих относится скептически к контактам с противоположной стороной. Так, православные важным условием диалога ставили прекращение любой прозелитической деятельности Католической церкви на канонических территориях Православных церквей. В свою очередь католические (в основном греко-католические) представители выражали недовольства договорённостями в отношении униатства, достигнутыми в ходе данного богословского диалога. Данный богословский диалог вызвал активные обсуждения в Католической и Православных церквах. Так, заявления Конгрегации доктрины веры в 2000 году по вопросу употребления термина «Церкви-сёстры» вызвал дискуссии в католических кругах между консервативным богословским течением, поддержавшим мнение кардинала Йозефа Ратцингера, и либеральным направлением в современном католическом богословии. Некоторые представители католической стороны обвиняли Русскую православную церковь в препятствованию диалогу в начале 1990-х годов, после учреждения католических епархий в России в 2002 году, после отказа подписывать Равеннский документ в 2007 году и после выхода РПЦ из диалога в 2018 году.

#### Положительная реакция на диалог

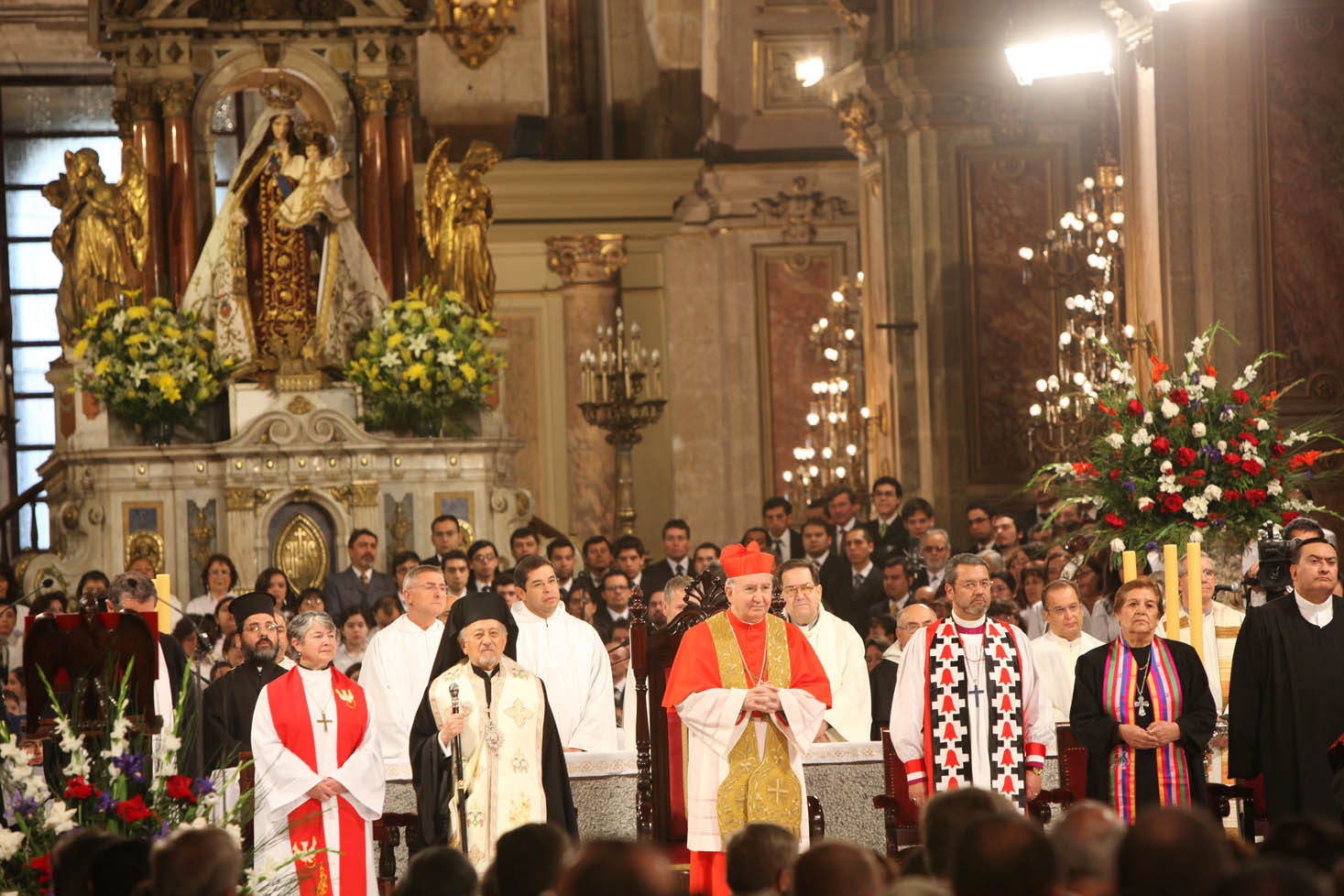
Католический архиепископ Франсиско Хавьер Эррасурис Осса и митрополит Антиохийской православной церкви Сергий (Абад) (в центре) в Сантьяго, 2009 год

Святой Престол в целом относится к диалогу с православными с позиций христианского экуменизма, развивающихся после Второго Ватиканского собора. На протяжении проведения диалога главы Ватикана неоднократно высказывались о том, что современные отношения с Православной церковью должны строиться на принципах равенства и уважения. Во время визита в Грецию (2001) папа Иоанн Павел II попросил прощения за действия крестоносцев в 1204 году. С начала 1960-х годов, после старта «диалога любви», Римские понтифики подписали значительное число совместных деклараций по различным вопросам двусторонних отношений с иерархами Православных церквей: Павел VI с константинопольским патриархом (1965 и 1967 годы), Иоанн Павел II с константинопольским патриархом (1979, 1987, 1995, 2002, 2004 годы), с румынским патриархом (2002 год), с предстоятелем Элладской православной церкви (2001 год), Бенедикт XVI с константинопольским патриархом (2006 год), с предстоятелем Элладской православной церкви (2006 год), Франциск с патриархом Московским (2016 год). После начала официального богословского диалога началось посещение Римскими понтификами стран, где православные составляют большинство населения. Так, папа Иоанн Павел II посетил Румынию (1999), Грузию (1999), Грецию (2001), Украину (2001), Болгарию (2002), папа Бенедикт XVI посетил Кипр (2010), а Франциск — Грецию (2016), Грузию (2016), Болгарию (2019), Северную Македонию (2019) и Румынию (2019). Часть католических иерархов и богословов активно участвовала в развитии православно-католических отношений, используя опыт диалога. Активную деятельность по развитию диалога с Православными церквами вёл священник грекокатолической Итало-албанской церкви и заместитель секретаря Папского совета по содействию христианскому единству Элеутерио Фортино.
Русская православная церковь с самого начала диалога и в ходе его развития высказывалась за его продолжение. В 2000 году РПЦ в документах, принятых на архиерейском соборе, признала Католическую церковь «церковью, в которой сохраняется апостольское преемство рукоположений». Высшие иерархи Константинопольской православной церкви в целом положительно расценивают диалог с Католической церковью, а патриарх Константинопольский Варфоломей I имел многочисленные личные встречи с главами Ватикана: Иоанном Павлом II, Бенедиктом XVI и Франциском. После избрания в 2005 году Иерусалимским патриархом Феофила III, представители Иерусалимской православной церкви вновь приняли участие в диалоге после паузы (с 1989 по 2006 год). В 2009 году Элладская православная церковь выступила за продолжение диалога с Католической церковью при условии соблюдения канонов и постановлений Вселенских Соборов. Кипрская православная церковь после избрания предстоятелем Хризостома II в 2006 году начала активно участвовать в богословском диалоге с Католической церковью. В 2009 году Хризостом II публично осудил группу монахов, выступавшую против проведения одиннадцатого заседания Смешанной богословской комиссии в кипрском Пафосе. В 2010 году глава Ватикана Бенедикт XVI посетил Кипр. Православные иерархи и богословы также стремились к развитию диалога с Католической церковью. Определённый вклад в развитие православно-католических отношений в XX веке внесли Георгий Флоровский, Василий (Кривошеин), Никодим (Ротов) и Иоанн (Зизиулас).

#### Отрицательная реакция на диалог
В Католической церкви недовольство ходом богословского диалога с Православной церковью выражали в основном иерархи Грекокатолических церквей. Апостольский администратор для греко-католиков Румынии епископ Георгий Гуциу в 1994 году в письме к папе Иоанну Павлу II раскритиковал Баламандскую декларацию и отверг все соглашения богословского диалога с православными по вопросам униатства. В своём письме иерарх отметил: «Румынская церковь, пребывающая в общении с Римом, ничего не приемлет из текстов, подписанных на Родосе, во Фрайзинге, Аричче и Баламанде, и объявляет недействительными подписи, поставленные под этими текстами». Также с критикой диалога выступал и предстоятель украинских греко-католиков Мирослав (Любачивский). В основном представители Украинской грекокатолической церкви были недовольны формулировками в отношении униатства в совместных документах диалога. При этом католики византийского обряда в Румынии и Украине считали возврат своих храмов из собственности Православной церкви восстановлением справедливости и были недовольны действиями Ватикана, который, по их мнению, недостаточно последовательно отстаивал интересы греко-католиков и продолжал диалог с православными «любой ценой». В 2016 году иерарх УГКЦ Венедикт (Алексейчук) заявил: «экуменические встречи не дают результата, а уния существует уже 400 лет и за это время никто так и не предложил другую модель единства».
Поместные Православные церкви на различных этапах официального богословского диалога выступали с критикой принятых документов в рамках богословских дискуссий с католиками. В 1980 году представители Элладской церкви отказались участвовать в диалоге из-за присутствия в составе Смешанной богословской комиссии представителей Восточнокатолических церквей. В 1994 году Элладская православная церковь осудила Баламандскую декларацию, а в 2007 году выступила с критикой экклезиологических положений и документов, принятых в рамках диалога. 8 октября 1998 года Священный Синод Грузинской православной церкви назвал «неприемлемым» Баламандское соглашение, принятое в ходе богословского диалога с католиками. Из-за обострения религиозной ситуации на Украине в начале 1990-х Русская православная церковь предложила приостановить богословский диалог с католиками, а в июле 2002 года Священный синод РПЦ осудил Католическую церковь «за прозелитизм, который представляет серьёзное препятствие для нормализации православно-католических отношений». Поместные православные церкви поддержали РПЦ по «униатскому» вопросу, а Сербская церковь и по вопросу учреждения католических епархий в России. В 2008 году патриарх Алексий II заявил: «Баламандский документ так и не стал для католиков препятствием для насаждения унии и продолжения экспансии на восток». Католические иерархи (кардиналы Вальтер Каспер и Жан-Луи Торан) отмечали необоснованность обвинений Православной церкви в прозелитизме в связи с созданием католических епархий в России в 2002 году. Иерусалимская православная церковь фактически не участвовала в диалоге с 1989 по 2006 годы, а в 1992 году патриарх Иерусалимский Диодор выступил против продолжения богословского диалога с католиками. В 2009 году Болгарская православная церковь приняла решение прекратить своё участие в официальном диалоге с католиками. Иерархи других поместных Православных церквей также выступали со скептическими оценками экуменической деятельности. Так, например, замечания к документам Всеправославного собора 2016 года, определяющим отношения с Католической церковью, высказывали представители Антиохийской, Грузинской и Сербской православных церквей. С критикой православно-католического диалога выступили Святая Гора Афон, греческие, российские, кипрские и сербские иерархи, монахи, богословы и СМИ.